# Chimalpopoca
Chimalpopoca (náuatle/nauatle :  t͡ʃiːmaɬpoˈpoːka  ; português: Escudo Fumegante, 1397 – 1427) foi o terceiro tlatoani de Tenochtitlan, reinou de  1417 a 1427

## Vida
Chimalpopoca era filho de Huitzilihuitl e Ayauhcihuatl. No dia de sua coroação em 1417, seu irmão Tlacaelel foi nomeado Cihuacoatl. Assumiu o trono aos 20 ano. Nessa época Tenochtitlan era tributária da  cidade Tepaneca de Azcapotzalco, que era governada por seu avô Tezozomoc. Esta aliança, e a posição dos  astecas dentro dela, foi reforçada pela lealdade de Tenochtitlan a Tezozomoc, durante a guerra de 1418 contra Ixtlilxochitl I de Texcoco. A cidade conquistada foi concedida a Tenochtitlan como tributária.
O jovem rei dificilmente poderia ter qualquer papel importante no jogo político da região. Era inexperiente e órfão sem poder contar com qualquer conselho de parentes próximos. Completamente subjugado aos interesses do conselho. Por outro lado, seu avô materno o amava e queria ajudá-lo. Percebendo seu grande afeto por Chimalpopoca, o conselho aproveitou e, muitas vezes solicitava favores e pagavam baixos tributos aos senhores de Azcapotzalco.
Durante seu reinado teve que enfrentar uma rebelião em Chalco, cidade anteriormente conquistada por seu pai. O que demostra a instabilidade das cidades tributárias durante a mudança de governo e a necessidade de retomar as conquistas antes ocorridas
Chimalpopoca também construíra uma ponte para Tlacopan. A calçada continha aberturas estendidas sobre pontes de madeira, que eram removidas durante a noite. Também durante seu reinado, dedicou uma pedra para sacrifícios em Tlacocomoco. Também é atribuída a ele a conquista de Tequizquiac .
A situação complicou quando em 1426, Chimalpopoca fez um pedido de acesso à água limpa de Chapultepec e que a população de Azcapotzalco doasse trabalho, argila e materiais de construção para construir o aqueduto para levar a água para Tenochtitlan. O pedido foi negado pois o conselho de Azcapotzalco ficou revoltado com o pedido.
Quando Tezozomoc morreu em 1427 depois de um longo reinado, ele foi sucedido por seu filho Tayatzin.  No entanto Maxtla, tlatoani de Coyoacan e meio-irmão mais velho de Tayatzin, logo incitou uma rebelião entre os nobres de Azcapotzalco e usurpou o trono. Chimalpopoca era aliado de Tayatzin, e os dois conspiraram para retomar o trono e matar Maxtla. As relações amistosas entre Tenochtitlan e Azcapotzalco foram, assim, substituídas por insultos e intrigas violentas, se envolvendo em tentativas de assassinato. Chimalpopoca morreu pouco depois, possivelmente assassinado por Maxtla.
Chimalpopoca foi sucedido como tlatoani por seu tio  Itzcoatl. Mas essa sucessão não foi tranquila havia uma luta de fações na família real, justamente entre a facção de Chimalpopoca e a Itzcoatl. A própria morte de Chimalpopoca poderia ser o desfecho desta luta de facções
| Precedido por Huitzilíhuitl | 3º Tlatoani de Tenochtitlan 1417 – 1427 | Sucedido por Itzcoatl |